# Тернан
Терна́н (фр. Ternant) — коммуна во Франции, находится в регионе Бургундия. Департамент коммуны — Кот-д’Ор. Входит в состав кантона Жевре-Шамбертен. Округ коммуны — Дижон.
Код INSEE коммуны — 21625.

## Население
Население коммуны на 2010 год составляло 105 человек.
| 1962 | 1968 | 1975 | 1982 | 1990 | 1999 | 2010 |
| ---- | ---- | ---- | ---- | ---- | ---- | ---- |
| 70   | 64   | 55   | 69   | 73   | 72   | 105  |

## Экономика
В 2010 году среди 68 человек трудоспособного возраста (15—64 лет) 54 были экономически активными, 14 — неактивными (показатель активности — 79,4 %, в 1999 году было 83,3 %). Из 54 активных жителей работали 53 человека (30 мужчин и 23 женщины), безработным был 1 мужчина. Среди 14 неактивных 4 человека были учениками или студентами, 7 — пенсионерами, 3 были неактивными по другим причинам.